# حارة نجران (كريتر)
حارة نجران هي إحدى حارات حي السلفي الواقع بمديرية كريتر التابعة لمحافظة عدن، بلغ تعداد سكانها 2287 نسمة حسب تعداد اليمن لعام 2004.